# Interhalogênio
Em química, um composto interhalogênio é uma molécula que contém dois ou mais átomos de halogênio diferentes ( flúor, cloro, bromo, iodo ou astato ) e nenhum átomo de qualquer outro grupo.
A maioria dos interhalogênios conhecidos são binários (compostos dois elementos distintos). Suas fórmulas são geralmente XY_n
, onde n = 1, 3, 5 ou 7, e X é o menos eletronegativo dos dois halogênios. O valor de n em interalogênios é sempre ímpar, devido à valência ímpar dos halogênios. Todos são suscetíveis à hidrólise e ionizam-se para formar íons polihalogênios. Os interhalogênios formados com astato têm meia-vida muito curta devido à intensa radioatividade do astato.
Nenhum interhalogênio contendo três ou mais halogênios diferentes foi definitivamente encontrado, embora alguns livros afirmem que IFCl
2
 e IF
2Cl
 tenham sido obtidos, e estudos teóricos indiquem que alguns compostos da série 
BrClFn sejam minimamente estáveis.
Alguns interhalogênios, como BrF
3
, IF
5
 e ICl
, são bons agentes halogenantes, mas o BrF5 é muito reativo para gerar flúor. O monocloreto de iodo pode ser aplicado para medir o grau de saturação de gorduras e óleos e como catalisador de algumas reações. Vários interhalogênios, incluindo IF
7
, são usados para formar polihaletos.
Existem compostos semelhantes com vários pseudohalogênios, como as azidas halógenas (FN
3
, ClN
3
, BrN
3
 e IN
3
) e halogenetos de cianogênio (FCN
, ClCN
, BrCN
 e ICN
).